# Krhotine
Krhotine box-set je zagrebačkog rock glazbenika Drage Mlinarca, koji izlazi 1996.g. Album je prvo izdanje Drage Mlinarca koje izlazi na CD-u. Materijal se sastoji od šesnaest skladbi koje pokrivaju cijelu njegovu glazbenu solo karijeru. Na kompilaciji se nalazi koncertna verzija skladbe "Kaj god blues", koja je snimljena u Koprivnici 20. veljače 1992.g. Album Krhotine 1997.g. nagrađen je nagradom "Porin". 

## Popis pjesama
1. "Noćna ptica"
2. "Mora da sam bio mlad"
3. "Vjetar s juga"
4. "Srebri se mraz"
5. "Caracas"
6. "Što bi bilo da te nema"
7. "Prijatelj"
8. "Volim ih"
9. "Penzioneri"
10. "Pjesma o djetinjstvu"
11. "Zelen k'o zelena trava"
12. "Pop pjevač"
13. "Kaj god blues" (uživo '92)
14. "Prolazi jesen"
15. "Negdje postoji netko"
16. "San"

## Izvođači
- Drago Mlinarec - vokal, gitara, usna harmonika

## Vanjske poveznice
- Diskografija Drage Mlinarca